# 七曜
七曜（しちよう）とは、肉眼で見える惑星を五行と対応させた火星・水星・木星・金星・土星と、日（太陽）・月（太陰）を合わせた7つの天体のことである。七曜星とも言う。

## 概要
七曜（しちよう）は、古代中国の天文学で、五惑星（木・火・土・金・水）と太陽（日）と月を併せたものである。「曜」本義日光と、後の日、月、星を「曜」を理解して明るい天体。古代中国の占星術にも重視された。後漢の宗室劉洪（りゅうこう）乾象暦と七曜術を編纂したことで知られる。晋の范寧「春秋穀梁伝序」 から「陰陽を延ばす度、七曜を満ちて縮める。」、楊士勛疎：「ものの七曜者、日月五星の写真と思うが、故の曜。」。単なる日を数える手段だが、史料のように二十八宿と結びついて暦に記載される。
近代天文学が発達する以前は、恒星よりもはるかに明るく見え、天球から独立して動くという点で、惑星と太陽と月は同種のものと（言い換えれば太陽と月も惑星に含めて）考えられ、また、世界各地で神々とも同一視され、特別の扱いを受けていた。
- 現在の週は七曜がもとになっている。
本来の順番は、天球上の動きが遅い（＝地球から遠い）順に、土星から始まり月で終わる（土星・木星・火星・太陽・金星・水星・月）と考えられた。やがて土星を初めとして現在よく知られている順番（土星・太陽・月・火星・水星・木星・金星）で一日ずつを守護するとされ、七曜の内のある天体が守護する日をその天体の曜日と呼んだ。
- 占星術の九曜は七曜がもとになっている。
日食に関係している羅睺、計都を七曜に加える。

## 文様
家紋の「星紋」の一つとなっており、九鬼氏、田沼氏などによって用いられた。

七曜（しちよう）
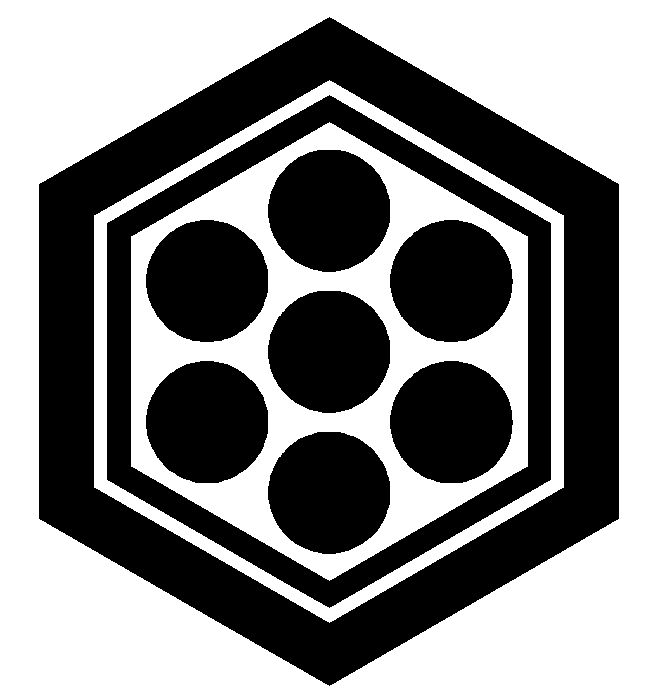
きっこうにしちよう 亀甲に七曜
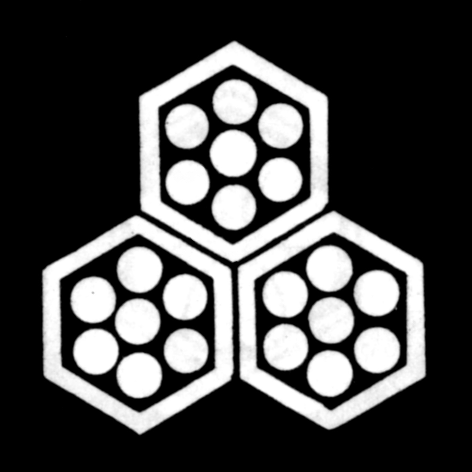
みつもりきっこうにしちよう 三盛亀甲に七曜
じゃのめしちよう 蛇の目七曜